# عدد زائد

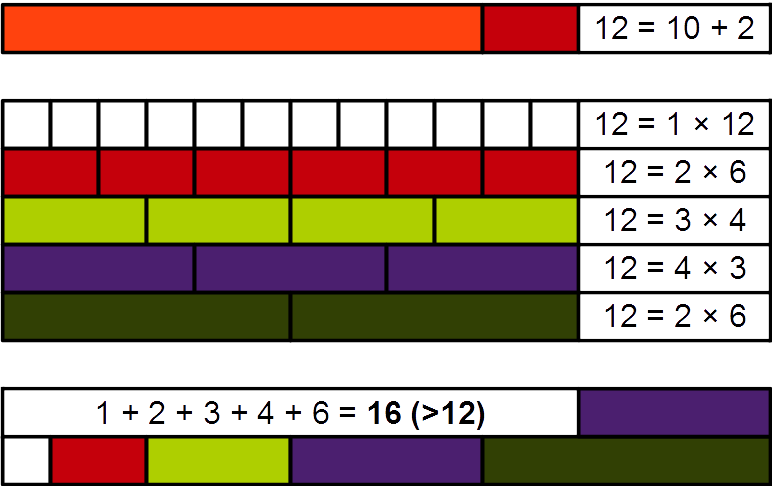

العدد الزائد (بالإنجليزية: Abundant number)‏} هو عدد صحيح طبيعي أصغر من مجموع جميع قواسمه . بإستثناء نفسه. مثلا :70 < 76 =1+2+5+7+10+14+35 كمية الزيادة هنا تساوي 6 . العدد الزائد هو عدد غير مختل أو مثالي. لا توجد أعداد أولية أو أعداد شبه أولية زائدة.

## أمثلة
الأعداد الزائدة الأوائل هي :
12, 18, 20, 24, 30, 36, 40, 42, 48, 54, 56, 60, 66, 70, 72, 78, 80, 84, 88, 90, 96, 100, 102...

## خاصيات
- أصغر عدد زائد فردي هو 945
- أصغر عدد زائد غير قابل للقسمة على 2 أو 3 هو 5391411025
- أًصغر عدد زائد غير قابل للقسمة على 7 هو 20169691981106018776756331. https://oeis.org/A047802
- يوجد لانهاية من الأعداد الزائدة الفردية أو الزوجية
- كثافة الأعداد الغير المختلة في مجموعة الأعداد الصحيحة الطبيعة بين %24,8 و %24,73
- كل عدد أكبر من 20161 يمكن كتابته في صيغة مجموع عددين زائدين
- كل عدد زائد غير مثالي يسمى عددا غريبا. أي أنه لا يمكن كتابته في صيغة مجموع لجزء أو كل قواسم العدد من دون تكرار.